# David Walters
David Walters (ur. 27 września 1987) – amerykański pływak specjalizujący się w stylu dowolnym, mistrz olimpijski, mistrz świata.
Aktualny rekordzista świata w sztafecie 4 x 200m stylem dowolnym.
Największym jego sukcesem jest złoty medal olimpijski w Pekinie (pływał w eliminacjach) i złoty medal mistrzostw świata w Melbourne w 2007 (pływał w eliminacjach) i mistrzostw świata w Rzymie w 2009 w sztafecie na dystansie 200 m stylem dowolnym i 100 m stylem zmiennym.